# Boston-Marathon 1958
| 62. Boston-Marathon    | 62. Boston-Marathon        |
| ---------------------- | -------------------------- |
| Stadt                  | Boston, Vereinigte Staaten |
| Datum                  | 19. April 1958             |
| Distanz                | 42,195 Kilometer           |
| Sieger                 |                            |
| Männer                 | Franjo Mihalić (2:25:54 h) |
| ← Boston-Marathon 1957 | Boston-Marathon 1959 →     |
| Website                | Offizielle Website         |

Der Boston-Marathon 1958 war die 62. Ausgabe der jährlich stattfindenden Laufveranstaltung in Boston, Vereinigte Staaten. Der Marathon fand am 19. April 1958 statt.
Es gewann Franjo Mihalić in 2:25:54 h.

## Ergebnis
| Platz | Athlet             | Land               | Zeit (h) |
| ----- | ------------------ | ------------------ | -------- |
| 01    | Franjo Mihalić     | Jugoslawien        | 2:25:54  |
| 02    | John J. Kelley     | Vereinigte Staaten | 2:30:51  |
| 03    | Eino Pulkkinnen    | Finnland           | 2:37:05  |
| 04    | Tony Sapienza      | Vereinigte Staaten | 2:39:46  |
| 05    | Pedro Peralta      | Mexiko             | 2:42:35  |
| 06    | Shalom Kahalani    | Israel             | 2:48:00  |
| 07    | Thomas C. Ryan     | Vereinigte Staaten | 2:50:13  |
| 08    | Gonzales Scotto    | Vereinigte Staaten | 2:52:07  |
| 09    | Johnny Kelley      | Vereinigte Staaten | 2:52:12  |
| 10    | Laurence H. Fauber | Vereinigte Staaten | 2:53:17  |